# Antonio d'Orso
Pour l’article homonyme, voir Valentina D'Orso.
Antonio d'Orso, né à une date inconnue à Florence et mort dans la même ville le 18 juillet 1321, est un prélat catholique italien, évêque de Florence entre 1301 et 1321.

## Biographie
Originaire de Florence, Antonio d'Orso fut d'abord chanoine de la cathédrale, puis archiprêtre, et gouverna la Marca d'Ancône avant de devenir évêque de Fiesole. En 1309, il fut transféré à Florence où il se révéla être un évêque courageux et riche d'esprit, par exemple lorsque, pendant le siège d'Arrigo VII, il escalada personnellement les murs de Florence pour inciter les soldats à se défendre.
Il a réformé le clergé et a favorisé l'amitié avec la ville d'Arezzo. Il avait une passion effrénée pour le luxe, et la vie splendide qu'il menait dans la villa qu'il avait fait construire sur les hauteurs de Montughi, colline de Florence, qui ternirent néanmoins sa renommée, les dernières années de sa vie.
Il est mort à Florence le 18 juillet 1321. Le sculpteur Tino di Camaino (1280-1337) réalisa son monument funéraire dans la cathédrale Santa Maria del Fiore à Florence, ou il figure assis, les bras repliés sur ses jambes, la tête inclinée, les yeux levés vers le ciel.